# Mg 11
Das Mg 11 ist ein Schweizer Maschinengewehr, das vor und während des Ersten Weltkrieges eingeführt wurde. Es besteht eine enge konstruktive Verwandtschaft mit dem deutschen MG 08.

## Geschichte und Modelle
Die Entwicklung ging vom Maxim-Konzept aus, das von Hiram Maxim 1885 entwickelt worden war. Das daraus entstandene deutsche MG erhielt die Bezeichnung MG 01, wurde zum MG 03 und schliesslich hin zum MG 08 im Jahre 1908 weiterentwickelt, das in Berlin hergestellt wurde.
Die Schweiz beschaffte zwischen 1891 und 1894 bereits 72 Maxim-Maschinengewehre, das Mg 94, bei Maxim & Nordenfelt in London und bei der DWM (Deutsche Waffen und Munitionsfabrik) in Berlin. Diese Waffen waren für die Festungs- und Gebirgstruppen bestimmt und wurden noch im Zweiten Weltkrieg bis 1944 den Ter. Bat. als zusätzliche Waffen belassen. Das Mg 94 war am vorderen Ende frei schwenkbar auf der Refflafette befestigt. Die beiden mit Leder bezogenen Ringe links und rechts am Verschlusskasten der Waffe wurden auf die Knie des dahinter sitzenden Schützen aufgelegt und erlaubten Streufeuer.
Die 69 Mg 00 wurden ab 1899 bei Vickers & Maxim in London und später bei der DWM in Berlin beschafft. Letzte Lieferungen erfolgten 1906. Die Maschinengewehre Mg 94 und Mg 00 waren für die alte GP 1890 ausgerüstet und wurden später – neben kleineren konstruktiven Anpassungen – auf die stärkere GP 11 umgerüstet. Bei sechs Mg 94 wurde der Wasserkühlmantel gelocht; diese Waffen wurden zur Flugzeugbewaffnung verwendet. Beide Modelle wurden im Laufe des Zweiten Weltkrieges ausgemustert.
Das Mg 11 bezog man zuerst bei der DWM Berlin. Als diese Lieferungen kriegsbedingt ausblieben, wurde die Fertigung ab 1915 in der Waffenfabrik Bern weitergeführt. Dort wurden 10'269 Stück gebaut.
Das Mg 11 ist wassergekühlt und wurde ausschliesslich ab Lafette geschossen. Die maximale Einsatzschussweite betrug 2600 m, als Zielvorrichtung diente das Standvisier (Einstellbereich 400 m bis 2600 m) oder das aufsetzbare Periskopfernrohr. Zum indirekten Schiessen wurden Versuche mit einem Richtaufsatz gemacht, er kam jedoch nicht zum Einsatz. Das Mg 11 kam bei den Mitrailleuren der Infanterie, der Kavallerie, in Festungen, Panzern und Flugzeugen der Schweizer Armee zum Einsatz. 2000 Exemplare der Waffe wurden in der Waffenfabrik Bern für den Export nach Persien hergestellt.
Aufgrund der Erfahrungen aus dem Ersten Weltkrieg wurden 1934/35 folgende Verbesserungen vorgenommen: Einführung der Metallgurte was die Anpassung des Zuführmechanismus erforderte. Anbringung eines Mündungsfeuerdämpfers. Änderung der Abzugsvorrichtung, diese erlaubte das Abziehen mit einer Hand, die andere konnte zum Betätigen der Streuvorrichtungen der Lafette eingesetzt werden. Dazu kam ein aufsetzbares Ringkorn, ein weisser Längsstrich auf dem Wassermantel und eine montierbare Schulterstütze zum Einsatz auf der auch mit dem Lmg 25 verwendbaren Fliegerabwehrlafette.
Zum Festungseinsatz wurden ein Schartenfernrohr und eine Kugelblende angebracht. Ein längerer Feuerscheindämpfer, der über die Scharte hinausragte verminderte anfallenden Pulverdampf in der Festung. Zudem wurde am Schartendurchgang eine Dichtung angebracht, um das Eindringen von Flammenwerferöl in die Festung oder den Bunker zu verhindern. Die Wasserkühlung der Waffe wurde an einen Tank angeschlossen.
In den frühen Fünfzigerjahren wurde das Mg 11 durch das Mg 51 abgelöst; während dieser Prozess in der Infanterie rasch erfolgte, dauerte er in den Festungstruppen bis in die 1980er-Jahre.

## Versionen
- Mg 94: Auf Refflafette, zwischen 1891 und 1894 wurden 72 Mg 94 für die Gebirgs- und Festungstruppen angeschafft. 6 dieser Waffen wurden zum Einsatz in Flugzeugen DH-1 auf Luftkühlung umgebaut, dazu wurde der Laufmantel geschlitzt.
- Mg 00: Auf Dreibein, einfache Streuvorrichtung, gesamthaft wurden 69 Mg 00 angeschafft, Zuletzt wurden sie im Zweiten Weltkrieg auf Flablafetten verwendet.
- Mg 11: Standardversion, Erster Weltkrieg
- Mg 11 (Revisionen 1934/35): Einführung der Metall-Patronengurte zum Ersatz der Stoffgurte; diese befriedigten nicht bei nassem Wetter. Anbringung eines Mündungsfeuerdämpfers. Ein neues Abzugssystem ermöglichte einhändiges Schiessen und erlaubte damit die Betätigung des Handrades der Streuvorrichtung der Lafette. Fliegerabwehrausrüstung. Diese Mg sind am schwarzen Kühlmantel mit einem weissen Strich in Längsrichtung erkennbar.

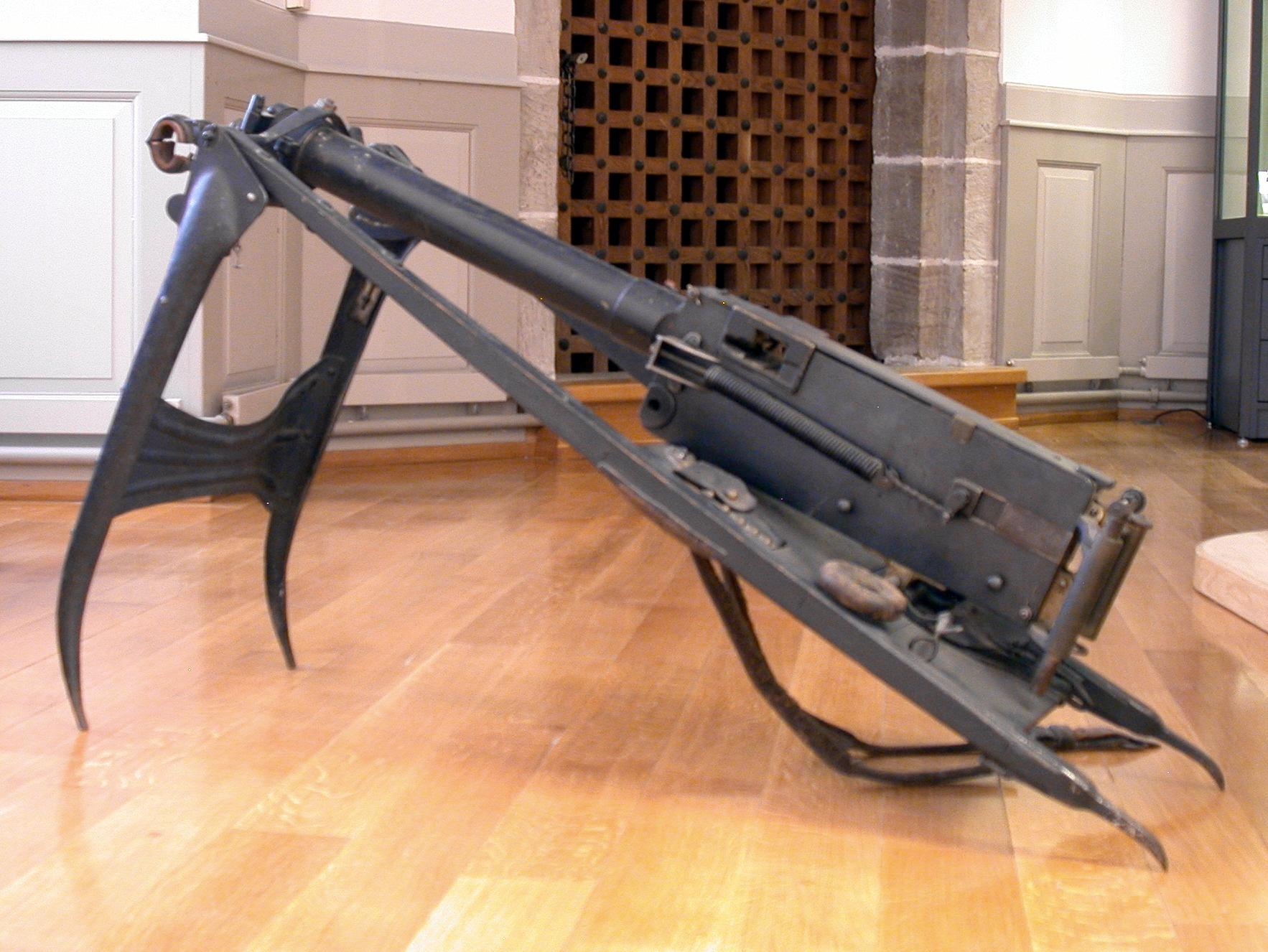
Maschinengewehr Modell 1894 auf Refflafette, Standort Waadtländisches Militärmuseum Morges, Schweiz
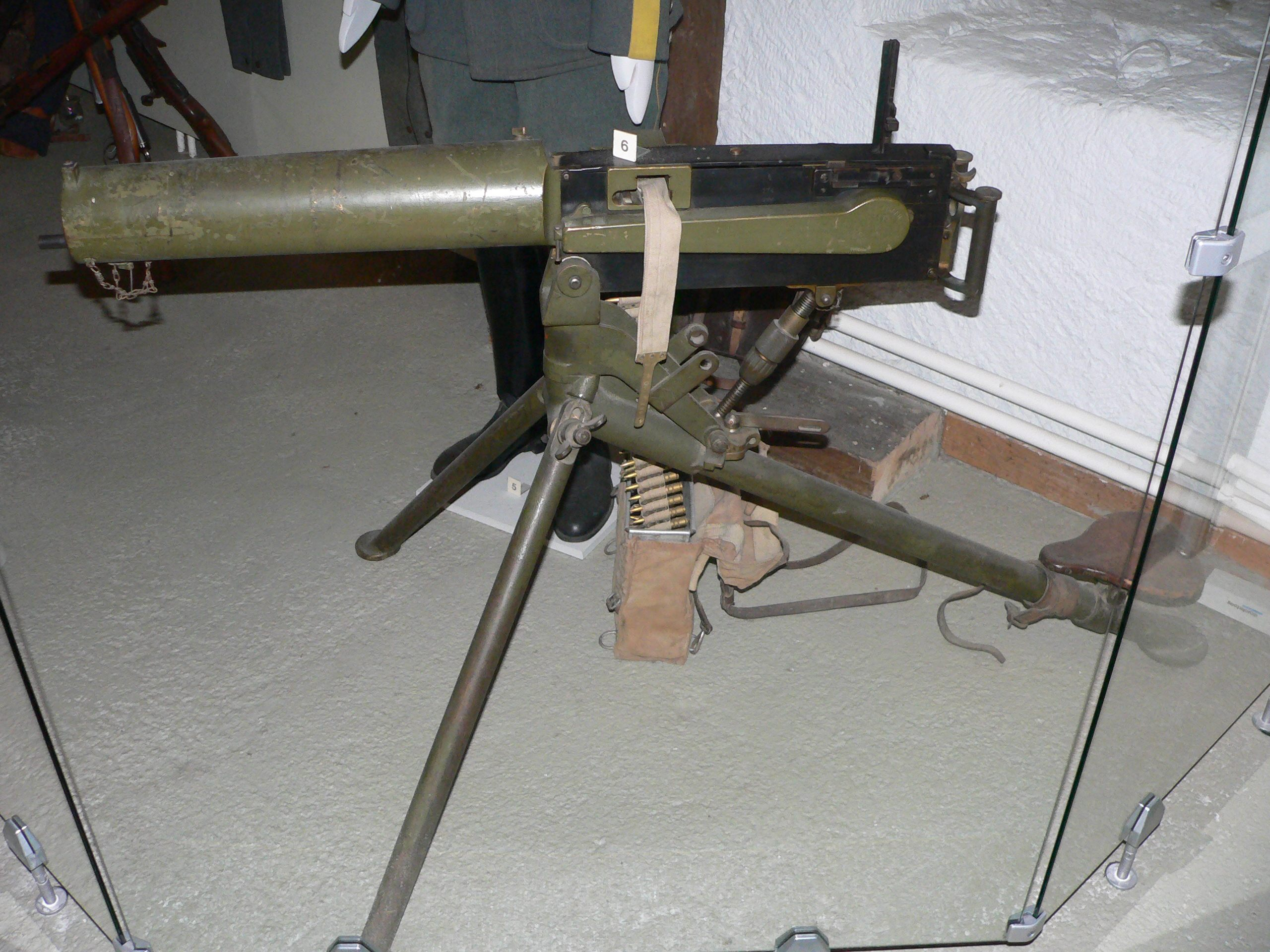
Maschinengewehr Modell 1900, Standort Waadtländisches Militärmuseum Morges, Schweiz
Das Zielfernrohr wird auf das Maschinengewehr montiert, 1914–1918 Mitrailleur Unteroffiziersschule / Division 3
Schulschiessen der Infanterie Mitrailleur Kompanie 4, 2. Zug, 1914–1918
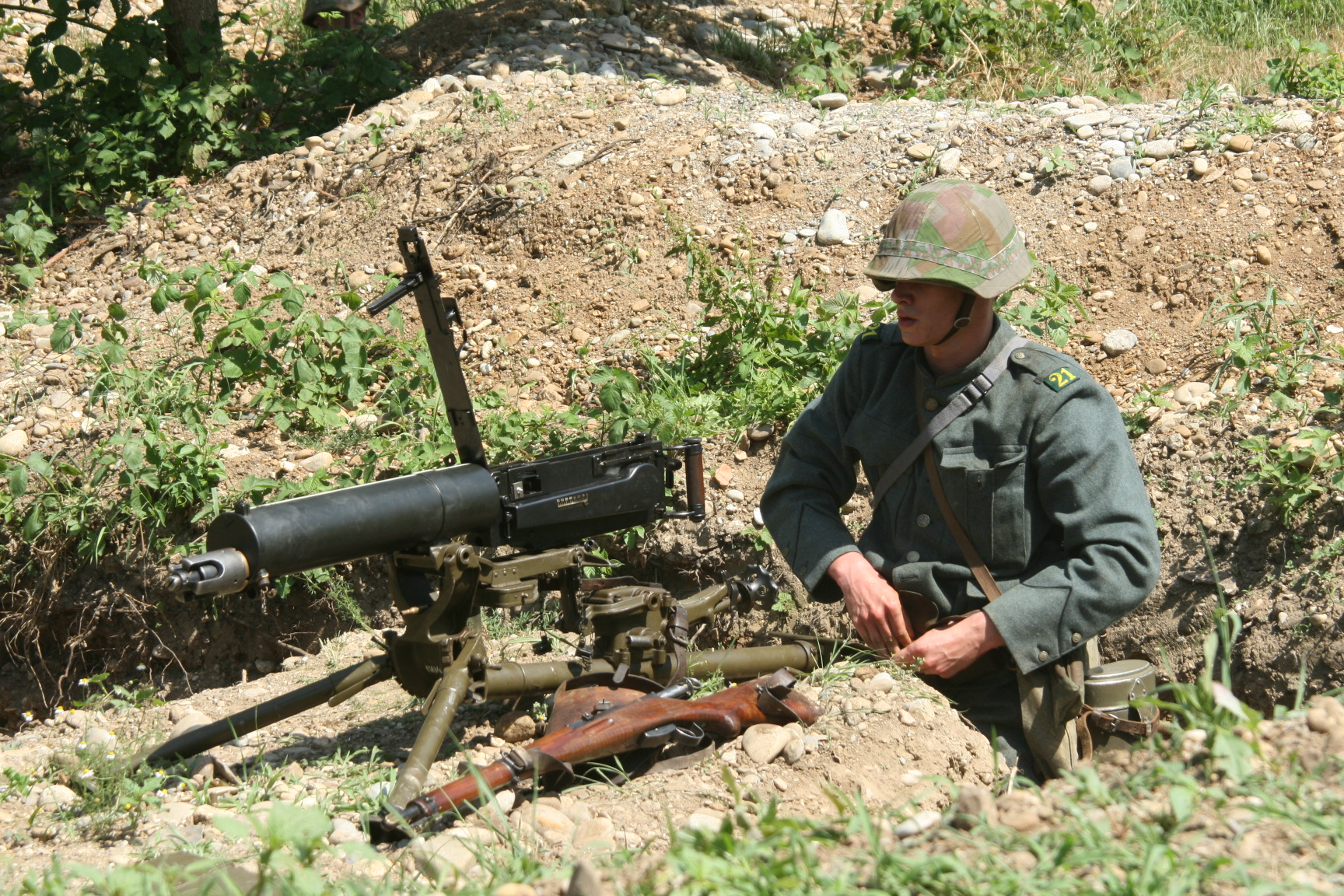
Mg 11 mit geöffnetem Verschlusskasten (Schweizerisches Militärmuseum Full)
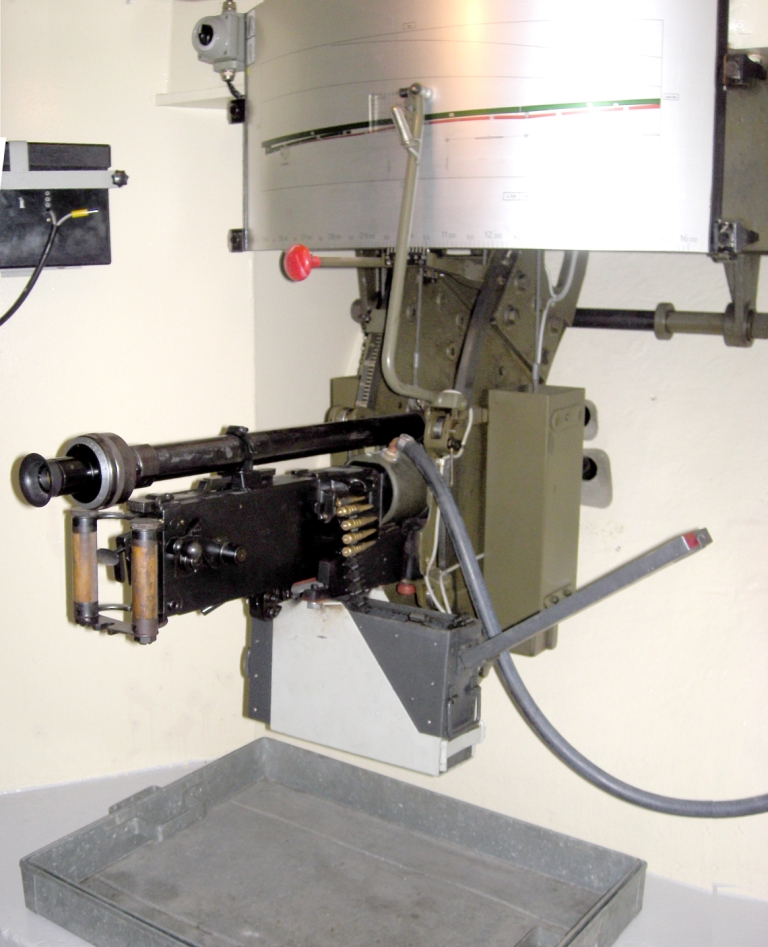
Mg 11 auf Festungslafette, Standort Villa Rose, Tobleroneweg
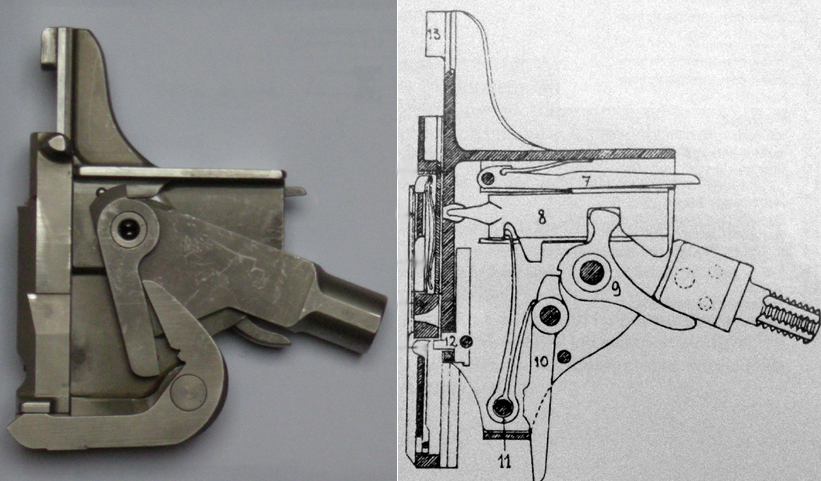
Verschluss Mg 11, geknickt: Vorderteil des Kniegelenkes